# Pelecystola melanchares
Pelecystola melanchares är en fjärilsart som beskrevs av Edward Meyrick 1937. Pelecystola melanchares ingår i släktet Pelecystola och familjen äkta malar. Inga underarter finns listade i Catalogue of Life.